# Конституционен съд
Конституционният съд (или конституционен съвет) е държавен орган, който се изказва в съответствие със законите учредени в конституцията на страната. В някои страни тази функция се изпълнява от върховния съд на държавата. Първият самостоятелен конституционен съд в Европа е създаден с австрийската конституция от 1920 г.